# Place Kossou Agbon de Lokossa
 (juillet 2020).
 (juillet 2020).
La Place Kossou Agbon de Lokossa est située dans la commune de Lokossa. Elle abrite une statue de Kossou Agbon, érigée par la mairie de la commune, pour restaurer l'importance du rôle joué par Kossou-Agbon dans la fondation de la ville vers le XVIIIe siècle.

## Localisation
La place est située dans le quartier Takon, sur le tronçon allant du magasin d'aide alimentaire (PAM) à l'hôpital de zone de Lokossa.

## Description
Placée sur la souche d'un grand arbre iroko, qui donne son nom à Lokossa, la statue est entourée de quelques animaux, telle qu'un zèbre et un faon à sa droite. Un reptile et un tigre à sa gauche. De plus, il porte sur sa tête un nid de guêpe, un fusil sur l'épaule, et sur sa main droite, il est munie d'une machette. Il est habillé d'un grand drap vert et rayée.

## Histoire
Au XVIIIe siècle, sous le roi Totoh et à la suite de la traite négrière dans le sud du Dahomey, des Kotafon auraient cherché une terre d'asile pour permettre à la population d'échapper à cet esclavage.
Après consultation du Fâ qui lui aurait indiqué un endroit spécifique, Totoh aurait demandé à Kossou Agbon, un sorcier, de retrouver la terre d'asile indiquée par le Fâ.
Pour cette expédition, Kossou se faisait accompagner de deux personnes (Agbo-Doglo et Boko Satchi). Une fois à Agamé, les autochtones prirent peur et accordèrent une portion de terre un peu plus loin aux missionnaires. Mais voulant à tout prix respecter les prédictions de l'oracle, ils continuèrent la prospection jusqu'au jour où ils aperçurent trois irokos. Le premier à l'emplacement de la cathédrale Saint-Pierre-Claver de Lokossa, le second à Lokoviguè sur le tronçon de la voie Ouèdèmè, le dernier au nord de la clôture de la mairie de Lokossa.
Une fois la terre d'asile trouvée, les trois compagnons repartirent à Toffo pour en rendre compte au roi Totoh qui, avec sa communauté, furent guidés par les trois acolytes sur la nouvelle terre. Le roi donna alors à ce lieu le nom de Lokotinsa qui signifie « sous un iroko »,.